# Ціанамід
Ціа́намі́д — органічна сполука з формулою H2NCN, що застосовується як азотне добриво.

## Таутомерія
Ціанамід існує у вигляді двох форм, які швидко переходять одна в одну переміщенням протона між атомами азоту. Більш стабільною є амідна форма, проте відомі також похіді карбодіімідної форми (зокрема поширений реагент органічного синтезу дициклогексилкарбодіімід)
{\displaystyle \mathrm {\ H_{2}N{-}C{\equiv N}\ \rightleftharpoons \ HN{=}C{=}NH} }

## Отримання
Ціанамід отримують гідролізом ціанаміду кальцію:
{\displaystyle \mathrm {CaCN_{2}+H_{2}O+CO_{2}\ \rightarrow \ H_{2}NCN+CaCO_{3}} }
Також його можна отримати реакцією хлороціану з аміаком:
{\displaystyle \mathrm {Cl{-}C{\equiv N}\ +\ NH_{3}\ {\xrightarrow {-HCl}}\ } } {\displaystyle \mathrm {\ H_{2}N{-}C{\equiv N}\ } }

## Властивості
Ціанамід приєднує воду з утворенням сечовини:
{\displaystyle \mathrm {H_{2}NCN+H_{2}O\ \rightarrow \ (H_{2}N)_{2}C=O} }